# Шартронж
Шартронж (фр. Chartronges) је насељено место у Француској у региону Париски регион, у департману Сена и Марна.
По подацима из 2011. године у општини је живело 285 становника, а густина насељености је износила 35,63 становника/km².

## Демографија
| 1962. | 1968. | 1975. | 1982. | 1990. | 2011. |
| ----- | ----- | ----- | ----- | ----- | ----- |
| 94    | 74    | 89    | 201   | 272   | 285   |